# Remyella vriesei
Remyella vriesei là một loài Rêu trong họ Brachytheciaceae. Loài này được (Dozy & Molk.) Ignatov & Huttunen mô tả khoa học đầu tiên năm 2002.